# Via della Lungara
La Via della Lungara est une rue de Rome qui relie la via di Porta Settimiana et la piazza della Rovere, dans le rione Trastevere. 

## Nom
Appelé à l'origine sub Janiculensis ou sub jano, les pèlerins venus à Rome pour la visite de Saint-Pierre la connaissaient sous le nom de via Sancta. Plus tard, elle a été connue comme via Julia, comme la rue du même nom de l'autre côté du Tibre.
Enfin, le nom a été changé en celui actuel .

## Monuments
Depuis 1728, se trouvait l'asile de Santa Maria della Pietà, prolongement de l'hôpital du Saint-Esprit. Agrandi en 1867, le bâtiment a été démoli à l'occasion de la construction du quai.

### Architecture religieuse
- L'église Santa Croce alla Lungara
- L'église San Giacomo alla Lungara
- l'église San Giuseppe alla Lungara
- L'église Santi Leonardo e Romualdo

### Architecture civile
- Palazzo Corsini
- Villa Farnesina
- La prison de Regina Coeli
- Palais Torlonia alla Lungara
- Palais Salviati

## Curiosité

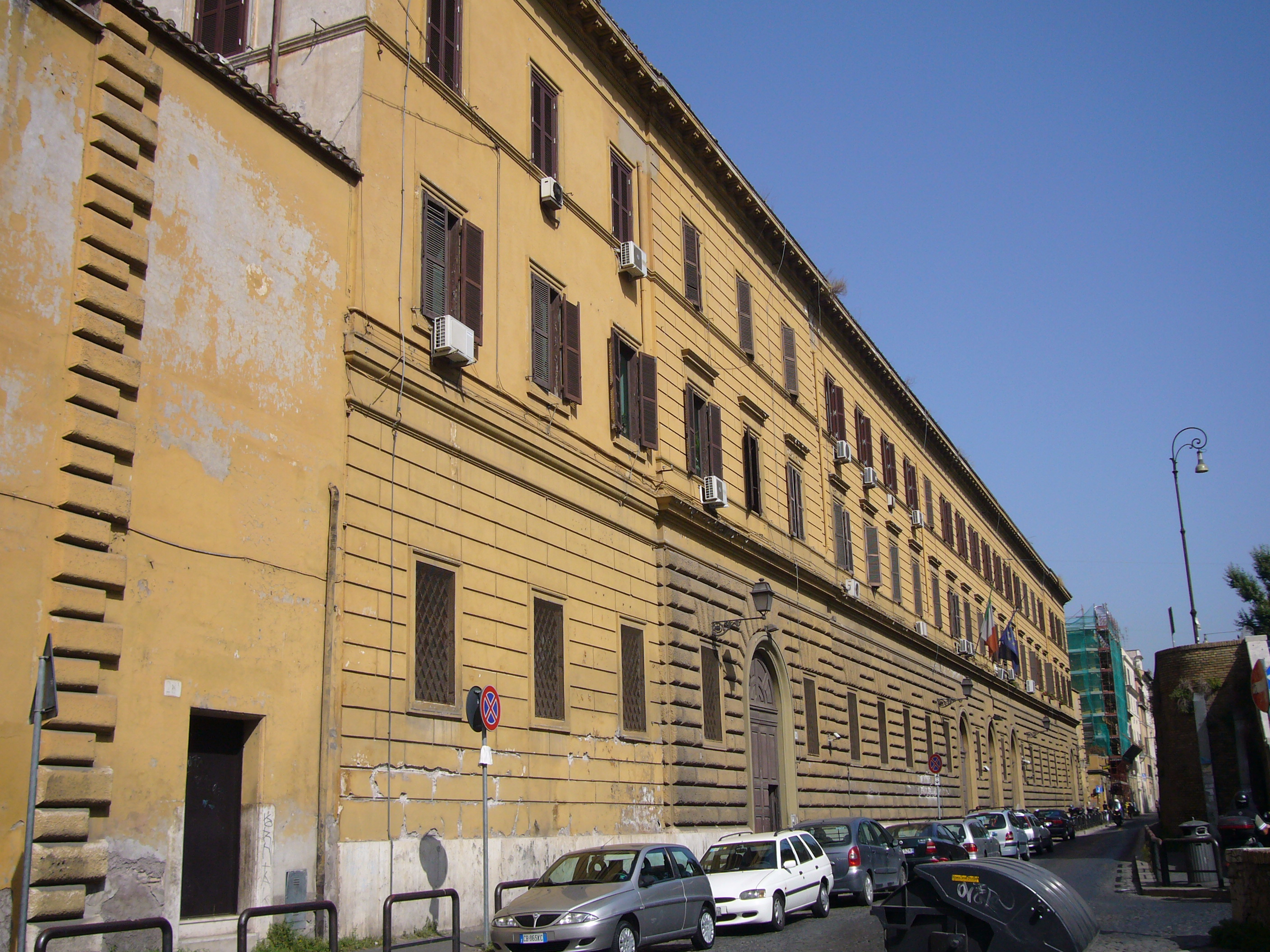
Rome, façade de la prison Regina Coeli, Via della Lungara

La Via della Lungara est liée à un vieux dicton de l'époque romaine:
« A via de la Lungara ce sta 'n gradino
chi nun salisce quelo nun è romano,
nun è romano e né trasteverino »
Il se réfère aux trois escaliers de l'entrée de la prison de Regina Coeli : il était nécessaire de vivre la dure expérience de la prison et descendre, par conséquent, les gradins de Coeli, ce qui permettait de passer pour un Romain authentique et, en même temps, courageux.